# Platymantis
A Platymantis a kétéltűek (Amphibia) osztályába, a békák (Anura) rendjébe és a Ceratobatrachidae családjába tartozó nem.

## Előfordulása
A nembe tartozó fajok a Salamon-szigeteken, Új-Guineában, a Fidzsi-szigeteken, az Admiralitás-szigeteken, a Bismarck-szigeteken és Palaun honosak.

## Rendszerezés
A nembe az alábbi fajok tartoznak:
| - Platymantis acrochordus - Platymantis aculeodactylus - Platymantis adiastolus - Platymantis admiraltiensis - Platymantis akarithymus - Platymantis banahao - Platymantis batantae - Platymantis bayani - Platymantis biak - Platymantis bimaculatus - Platymantis boulengeri - Platymantis browni - Platymantis bufonulus - Platymantis caesiops - Platymantis cagayanensis - Platymantis cheesmanae - Platymantis citrinospilus - Platymantis cornutus - Platymantis corrugatus - Platymantis cryptotis - Platymantis desticans - Platymantis diesmosi - Platymantis dorsalis - Platymantis gilliardi - Platymantis guentheri - Platymantis guppyi - Platymantis hazelae - Platymantis indeprensus - Platymantis ingeri - Platymantis insulatus - Platymantis isarog - Platymantis latro - Platymantis lawtoni - Platymantis levigatus - Platymantis luzonensis - Platymantis macrops - Platymantis macrosceles | - Platymantis magnus - Platymantis mamusiorum - Platymantis manus - Platymantis megabotoniviti - Platymantis mimicus - Platymantis mimulus - Platymantis montanus - Platymantis myersi - Platymantis nakanaiorum - Platymantis naomii - Platymantis neckeri - Platymantis negrosensis - Platymantis nexipus - Platymantis paengi - Platymantis panayensis - Platymantis papuensis - Platymantis parilis - Platymantis parkeri - Platymantis pelewensis - Platymantis polillensis - Platymantis pseudodorsalis - Platymantis punctatus - Platymantis pygmaeus - Platymantis rabori - Platymantis rhipiphalcus - Platymantis schmidti - Platymantis sierramadrensis - Platymantis solomonis - Platymantis spelaeus - Platymantis subterrestris - Platymantis sulcatus - Platymantis taylori - Platymantis vitianus - Platymantis vitiensis - Platymantis weberi - Platymantis wuenscheorum |